# 胡贝特·施瓦茨
胡贝特·施瓦茨（德語：Hubert Schwarz，1960年9月13日—），德国男子北欧两项运动员。他曾代表西德参加1980年、1984年和1988年冬季奥林匹克运动会北欧两项比赛，获得一枚金牌。